# Patrimonio del mercurio: Almadén e Idrija
Patrimonio del mercurio: Almadén e Idrija es un sitio inscrito en el Patrimonio Mundial de la Unesco que se encuentra situado conjuntamente en las localidades de Almadén (España) e Idrija (Eslovenia). Los dos complejos patrimoniales se encuentran inscritos desde junio de 2012.
Engloba dos sitios de minería del mercurio de dos países diferentes. En Almadén, el mercurio ha sido extraído desde la Antigüedad, mientras que en Idrija se encontró por primera vez en 1490. El sitio de Almadén incluye edificios relacionados con la historia de la minería, tales como el castillo, edificios religiosos y viviendas tradicionales. El sitio en Idrija cuenta con comercios dedicados al mercurio e infraestructura, así como un barrio de viviendas y un teatro de los mineros. Estos dos sitios muestran la importancia del comercio intercontinental del mercurio, que generó importantes intercambios entre Europa y América durante siglos. Los dos sitios representan las dos minas de mercurio más grandes del mundo y han estado en funcionamiento hasta hace poco tiempo.

## Proceso de candidatura
Idrija inició el proceso para inscribirse como patrimonio de mercurio en la lista de la Unesco en 2006. En un principio, la candidatura fue hecha en conjunto con la mina de mercurio de Huancavelica, Perú, en relación con la vía intercontinental Camino Real. En una segunda etapa, la candidatura se centró sobre la herencia del mercurio en relación con la minería de plata, junto con la mina de San Luis de Potosí en México - sin embargo, esta candidatura no reunió suficiente apoyo. Una tercera etapa, con éxito, se centró en la minería del mercurio en relación con los procesos tecnológicos e industriales que influyeron en el desarrollo económico y cultural de las dos regiones. El 29 de junio de 2012 las Minas de Almadén en Ciudad Real y las de Idrija (Eslovenia) fueron incorporadas a la lista del Patrimonio Mundial de la Unesco.

## Lista de monumentos inscritos
Los elementos del «Patrimonio del mercurio» son los siguientes:

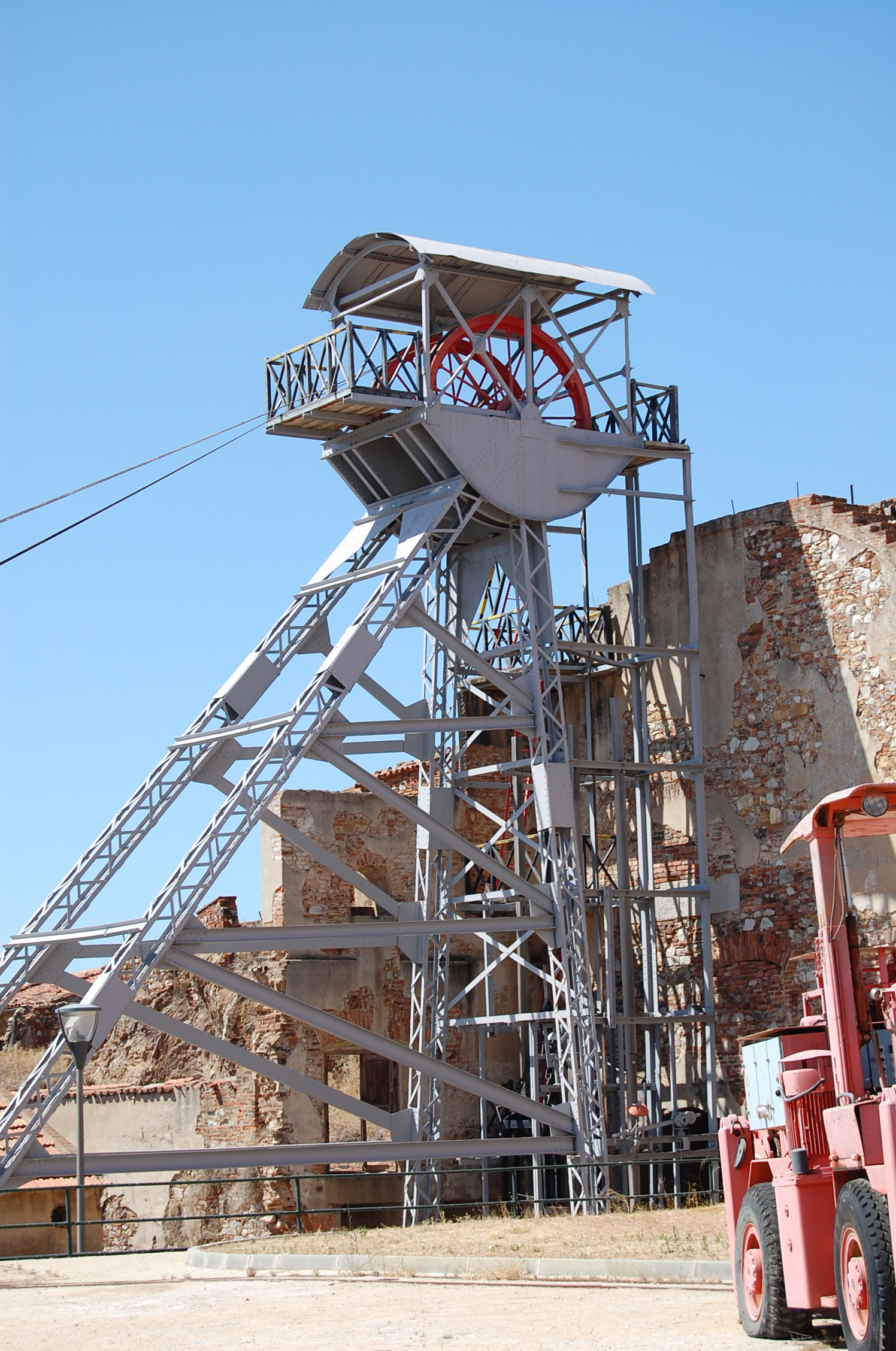
Castillete de las minas de Almadén

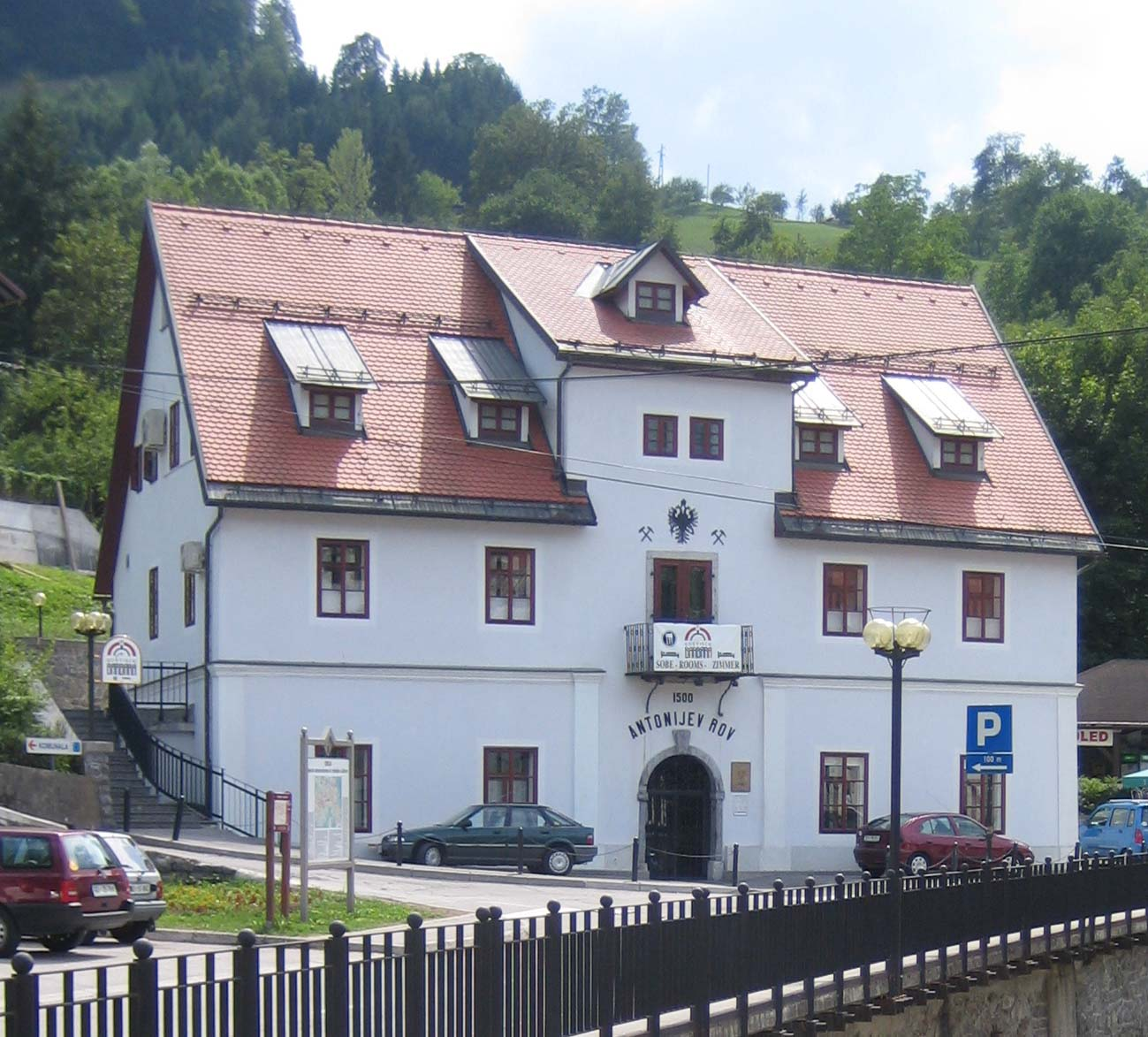
Antonijev Rov, entrada de la mina y casa de nacimiento del ingeniero esloveno Stanko Bloudek en Idrija

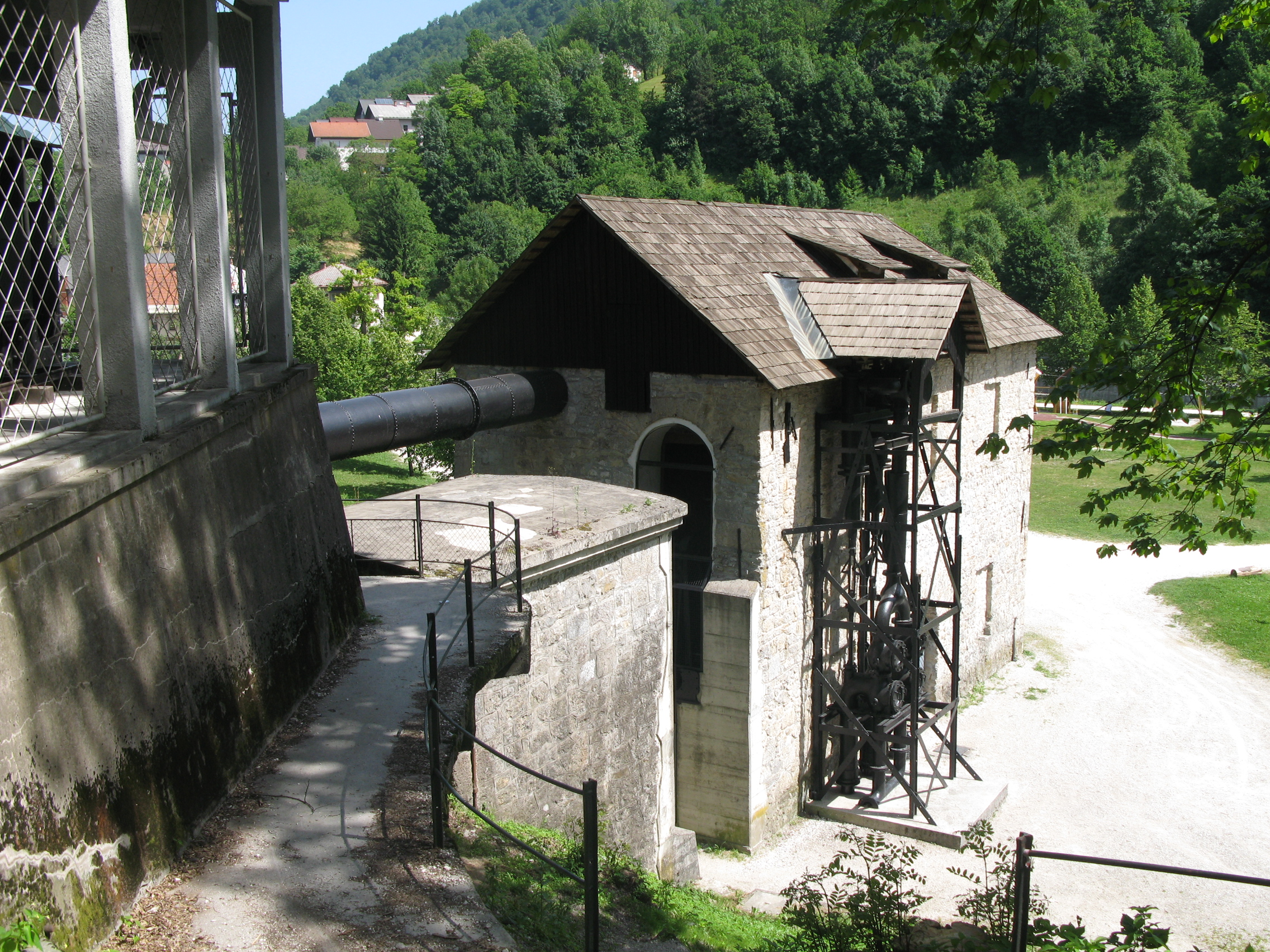
Edificio de la bomba en Idrija

### Almadén
| Código      | Nombre                                 | Localidad | Zona de protección | Coordenadas                                 |
| ----------- | -------------------------------------- | --------- | ------------------ | ------------------------------------------- |
| 1313rev-001 | Almadén - parte vieja                  | Almadén   | 48,98 ha           | 38°46′31″N 4°50′37″O / 38.775278, -4.843611 |
| 1313rev-002 | Edificios de la Mina del Castillo      | Almadén   | 0,22 ha            | 38°46′21″N 4°50′23″O / 38.772500, -4.839722 |
| 1313rev-003 | Prisión Real de trabajos forzados      | Almadén   | 0,11 ha            | 38°46′19″N 4°50′03″O / 38.771806, -4.834167 |
| 1313rev-004 | Real Hospital de Mineros de San Rafael | Almadén   | 0,10 ha            | 38°46′22″N 4°49′53″O / 38.772778, -4.831389 |
| 1313rev-005 | Plaza de toros                         | Almadén   | 0,25 ha            | 38°46′30″N 4°49′47″O / 38.775091, -4.829682 |

### Idrija
| Código      | Nombre                                            | Localidad | Zona de protección | Coordenadas                                  |
| ----------- | ------------------------------------------------- | --------- | ------------------ | -------------------------------------------- |
| 1313rev-006 | Parte vieja de Idrija                             | Idrija    | 47,33 ha           | 46°00′14″N 14°01′36″E / 46.003889, 14.026667 |
| 1313rev-007 | Fundición                                         | Idrija    | 0,60 ha            | 46°00′25″N 14°01′52″E / 46.006944, 14.031111 |
| 1313rev-008 | Bomba Kamšt con canal de agua y depósito (Kobila) | Idrija    | 1,61 ha            | 45°59′56″N 14°01′51″E / 45.998889, 14.030833 |
| 1313rev-009 | Depósito de agua                                  | Idrija    | 0,71 ha            | 46°01′04″N 13°56′22″E / 46.017778, 13.939444 |
| 1313rev-010 | Laguna de Idrija                                  | Idrija    | 1,21 ha            | 46°00′10″N 13°55′12″E / 46.002778, 13.920000 |
| 1313rev-011 | Embalse de Putrih sobre el río Belca              | Idrija    | 0,49 ha            | 45°58′34″N 13°56′01″E / 45.976111, 13.933611 |
| 1313rev-012 | Embalse de Brus sobre el río Belca                | Idrija    | 2,49 ha            | 45°58′13″N 13°57′08″E / 45.970278, 13.952222 |